# Bruno Silva (cầu thủ bóng đá, sinh 1991)
Bruno Silva (sinh in 14 tháng 4 năm 1991) là một cầu thủ bóng đá người Brasil hiện tại thi đấu ở vị trí tiền đạo cho câu lạc bộ tại Liga 1 PSIS Semarang.